# Жеовані Фаріа да Сілва
Жеовані Фаріа да Сілва (порт. Geovani Faria da Silva), більш відомий як просто Жеовані (нар. 6 квітня 1964, Віторія) — бразильський футболіст, який виступав на позиції півзахисника.

## Біографія

### Клубні виступи
Він почав свою кар'єру в 16 років в «Деспортіва Ферровіарія». У 1983 році його купили в «Васко да Гама», де він провів значну частину кар'єри, граючи разом з такими партнерами, як Ромаріо і Роберто Динаміт.
З 1989 по 1991 рік він грав в Європі: спочатку його купила «Болонья» за 9 мільярдів лір, але він так і не виправдав очікування, сам Жеовані заявив, що не спрацювався з тренером Луїджі Майфреді; потім був перехід у німецьке «Карлсруе». В результаті він повернувся в «Васко да Гама». До кінця своєї кар'єри він грав у менш відомих бразильських клубах, провівши також один сезон в Мексиці за «УАНЛ Тигрес». Він закінчив свою кар'єру в 2002 році.

### Збірна
Виступав за молодіжну збірну Бразилії на молодіжних чемпіонатах світу 1981 та 1983 років, ставши на другому з них найкращим бомбардиром, а також був визнаний найкращим гравцем турніру. Він забив єдиний гол у фіналі, де Бразилія з мінімальним рахунком перемогла Аргентину.
З травня 1985 року по вересень 1991 року він зіграв 24 матчі за основну збірну і був учасником літніх Олімпійських іграх 1988 року, завоювавши срібну медаль. Він також разом зі збірною виграв Кубок Америки 1989 року. Однак Жеовані так і не зіграв за Бразилію на чемпіонаті світу.

### Подальше життя
У 2006 році у нього була діагностована полінейропатія, в тому ж році він був обраний депутатом штату Еспіріту-Санту.

## Досягнення
«Деспортіва Ферровіарія»
- Ліга Капішаба: 1980, 2000

 «Васко да Гама»
- Ліга Каріока: 1982, 1987, 1988, 1992, 1993
- Кубок Гуанабара: 1986, 1992, 1987
- Трофей Ріо: 1984, 1988, 1992,1993
- Кубок ТАП: 1987
- Золотий кубок Лос-Анджелеса: 1987
- Трофей Рамона де Карранзи: 1987

 «Ліньярес»
- Ліга Капішаба: 1998

 «Серра»
- Ліга Капішаба: 1999

 Збірна Бразилії
- Кубок Америки: 1989
- Молодіжний чемпіонат світу: 1983
- Молодіжний чемпіонат Південної Америки: 1983
- Срібний олімпійський призер: 1988

Індивідуальні нагороди
- Золотий м'яч молодіжного чемпіонату світу: 1983
- Найкращий бомбардир молодіжного чемпіонату світу: 1983 (6 голів)